# 职来职往
职来职往（英語：You are hired）是一档有中国教育电视台播出的求职类节目。其样式类似于江苏卫视的相亲节目非诚勿扰。

## 背景音乐
- 求职失败
  - 歌名：《隐形的翅膀》（歌手：张韶涵）